# Ludvík Kavín
Ludvík Kavín (2. července 1943 Brno – 25. dubna 2025 Vídeň) byl český a rakouský herec a divadelník, režisér, dramaturg a scenárista, signatář Charty 77 a překladatel z němčiny.
Vyrůstal v Brně, kde chodil do základní i střední školy a vystudoval filozofii a dějepis na univerzitě. Od dětství byl aktivní v Pionýrské organizaci, ale zároveň chodil na náboženství a ministroval v kostele. Společensky a politicky se angažoval dál i během vysokoškolského studia, kdy vstoupil do KSČ. Po studiích pracoval na Vysoké škole politické v Praze a později se stal vysokoškolským tajemníkem KSČ v Brně. Patřil k progresivnímu křídlu ve straně, které prosazovalo demokratizaci společnosti. Proto byl po roce 1968 z KSČ vyloučen, nesměl vykonávat svou profesi a vystřídal mnoho zaměstnání. V roce 1977, po podpisu Charty 77, odešel s rodinou do exilu a žil ve Vídni. Se svou manželkou, herečkou Nikou Brettschneiderovou tam založil vlastní divadlo Theater Brett. Po roce 1989 byl krátce šéfredaktorem Moravských novin a ředitelem Národního divadla v Brně.

## Biografie
Narodil se dne 2. července 1943 v Brně. V dětství hrál na klavír, ministroval v kostele a chodil na hodiny náboženství, ale zároveň se angažoval v Pionýrské organizaci. Na základní škole byl předsedou třídní organizace a protože rád recitoval, byl také členem spolku Pirko (Pionýrský rozhlasový kolektiv), který svou činností hodně připomínal skautský oddíl. Během studia na brněnském gymnáziu onemocněl revmatickou karditidou a několik měsíců strávil v nemocnici a následně jezdil v létě do lázní. Pracoval také jako vedoucí v Pirku, ale kvůli konfliktu s nadřízeným odešel a založil si vlastní dramatický kroužek. Zajímal se o politiku, četl Gándhího a Nehrúa. V posledním ročníku střední školy psal básně, publikoval články v novinách, stal se vedoucím pionýrské skupiny celé základní školy a vedoucím letního tábora pro 100 dětí.
Uvažoval o studiu na JAMU, ale nakonec se přihlásil na Filozofickou fakultu Univerzity Jana Evangelisty Purkyně v Brně, kde vystudoval filozofii a dějepis (1961–1966). Již během studií se zapojil do společenského a politického dění, vstoupil do KSČ a psal články do Rudého práva. Aktivně spolupracoval s Jaroslavem Šabatou, který se stal vedoucím jeho diplomové práce. Společně patřili k takzvaným progresivistům v komunistické straně, kteří usilovali o demokratizaci společnosti a hledali pro stranu i společnost nové cesty. V roce 1963 se oženil s pracovnicí ONV Jaroslavou Fantovou a v prosinci se jim narodila dcera Jaroslava.
Během vojenské služby vyučoval politickou teorii na Vojenské politické akademii v Praze. Po ukončení studia pracoval jako vědecký aspirant na katedře filozofie Vysoké školy politické v Praze. V květnu 1968 byl zvolen vysokoškolským tajemníkem KSČ v Brně, proto odešel z pozice asistenta na vysoké škole a mohl se vrátit do Brna k rodině, která se mezitím rozrostla o syna Ludvíka. V letech 1968–1969 psal pod pseudonymem Politicus komentáře o společenském a politickém dění do časopisu Index.
Po roce 1968 byly vysokoškolské výbory KSČ zrušeny a v lednu 1970 byl Kavín ze strany vyloučen. Obtížně pak hledal práci a proto po normalizaci vystřídal mnoho zaměstnání, pracoval jako vychovatel, číšník, řidič, dělník ve skladu nebo dřevorubec. Jako číšník v brněnské vinárně Belvedere se seznámil s herečkou Nikou Brettschneiderovou, v roce 1974 se s ní oženil a následující rok se jim narodil syn Jakub. Nika byla nucena opustit úspěšné angažmá v brněnském HaDivadle a divadle Husa na provázku. Manželé se po marném hledání zaměstnání v Jihomoravském kraji přestěhovali do Ostravy, kde díky svému švagrovi získal Kavín místo ve Vítkovických železárnách. Manželka zůstala doma s ročním synem a později se vrátila k divadlu.
Kavín patřil s manželkou Nikou mezi první signatáře Charty 77. Následovaly výslechy, pronásledování a další represe ze strany StB. Oba byli vyhozeni z práce a nakonec se rozhodli k emigraci. Tehdejší rakouský kancléř Bruno Kreisky nabídl všem signatářům Charty 77 možnost odstěhovat se do Rakouska. Po vyřízení všech formalit vycestoval Kavín s rodinou v červenci 1977 do Vídně. Tam se nejprve učil na univerzitě němčinu, zatímco Nika pracovala jako šatnářka v divadle a později jako komparzistka ve Volkstheater. O čtyři roky později, v září 1981, přijali rakouské občanství. Od začátku věděli, že se chtějí věnovat divadlu. Založili nezávislé divadelní sdružení Verein Theater Brett – Compagnie Brettschneider a než se naučili dobře německy, věnovali se pohybovému divadlu beze slov. V lednu 1978 režíroval Kavín na univerzitě v Bruselu v rámci festivalu 10 let pražského jara pantomimickou hru Jiřího Koláře Světlo světa. Několik let pak hostovali s manželkou na různých festivalech a divadelních představeních po západní Evropě. Nejvíc hráli vlastní autorskou tvorbu, ale spolupracovali také s ostatními českými emigranty. Pořádali také pravidelně festivaly středoevropského divadla a herecké dílny.
V roce 1984 ve Vídni získali a zadaptovali budovu bývalé továrny na nábytek a založili vlastní malé divadlo Theater Brett. Oba se zde uplatnili nejen jako herci, ale také jako režiséři, scenáristé a dramaturgové. Jako první uvedli Labyrint světa a ráj srdce J. A. Komenského, dále nastudovali hry V. Kandinského, F. M. Dostojevského, F. Dürenmatta, V. Havla, S. Mrožka, A. Jarryho, J. Koláře a dalších. Divadlo se stalo neoficiálním centrem československé emigrace ve Vídni a za dobu své existence uvedlo přes 150 inscenací, podíleli se na nich také hostující režiséři a zhruba polovinu inscenací režíroval Kavín. Divadlo dál vede starší syn Jakub a přejmenoval ho na TheaterArche. Obsáhlý archiv Theater Brett převzalo po dohodě s Ludvíkem Kavínem do svých sbírek Moravské zemské muzeum.
V roce 1988 se manželům narodil druhý syn Lukáš. Po roce 1989 mohli oba opět působit v Česku. Kavín navázal spolupráci s československými divadelníky a v roce 1990 uspořádali ve Vídni Festival českých a slovenských divadel, kterého se zúčastnilo 14 souborů a řadí se mezi největší československé divadelní festivaly v zahraničí. V letech 1990–1991 pracoval Kavín jako šéfredaktor Moravských novin a zastával také pozici ředitele Zemského divadla v Brně (1991–1992). Oba manželé byli v roce 2013 oceněni nadační cenou Centrope za propagaci kultury a přeshraniční spolupráci v oblasti velkého regionu střední Evropy. Nika učila na divadelní fakultě JAMU v Brně a později se zde stala profesorkou. V roce 2018 zemřela po těžké nemoci.